# Jeremy Pinzón
Jeremy Josué Pinzón Victoria (Ciudad de Panamá, Panamá, 6 de febrero de 2002) es un futbolista panameño que juega como delantero en el San Martín FC de la Liga Prom.

## Trayectoria

### CD Plaza Amador
Se formó en las categorías inferiores del CD Plaza Amador y su debut profesional en la Primera División de Panamá fue el 8 de mayo de 2021 en la derrota 2 a 0 contra el Alianza FC en el Estadio Javier Cruz siendo titular jugando todo el partido. En donde jugó 1 partido en el Torneo Apertura 2021 saliendo campeón de dicho torneo. Siguió jugando en la Liga Prom con el segundo equipo.

### Marineros de Puntarenas
El 31 de agosto de 2021 fue anunciado su cesión al Marineros de Puntarenas. Disputó con el club el Torneo Apertura 2021 de Segunda División de Costa Rica.

### CD Plaza Amador
En el 2022 regresó de su cesión al en donde alternaba con el segundo equipo en la Liga Prom y el primer equipo en la Primera División de Panamá.

### CD Universitario
El 12 de enero de 2023 fue anunciado como nuevo jugador del CD Universitario. Jugó su primer partido con el club el 14 de enero de 2023 en la derrota 0 a 1 contra el San Francisco FC en el Estadio Universidad Latina en donde entró al minuto 65 del partido. Jugó 14 partidos y anotó 1 gol en el Torneo Apertura 2023.

### Bogotá FC
El 24 de agosto de 2023 fue anunciado como nuevo jugador del Bogotá FC. Debutó con el club en la Categoría Primera B el 20 de agosto de 2023 en el empate 3 a 3 contra el Real Cartagena en donde entró al minuto 74 del partido. en la Primera B 2023 jugó 10 partidos.

### San Martin FC
el 1 de enero de 2024 fue anunciado como nuevo jugador del San Martín FC.

## Selección nacional

### Categorías inferiores
Fue convocado por la selección sub-15 de Panamá para el Campeonato Sub-15 de la Concacaf de 2017 en donde jugó 1 partido.

## Clubes
| Club                    | País       | Año         |
| ----------------------- | ---------- | ----------- |
| CD Plaza Amador         | Panamá     | 2020 - 2021 |
| Marineros de Puntarenas | Costa Rica | 2021        |
| CD Plaza Amador         | Panamá     | 2022        |
| CD Universitario        | Panamá     | 2023        |
| Bogotá FC               | Colombia   | 2023        |
| San Martín FC           | Panamá     | 2024 - act. |

## Palmarés

### Títulos nacionales
| Título           | Club            | País   | Año    |
| ---------------- | --------------- | ------ | ------ |
| Primera División | CD Plaza Amador | Panamá | 2021-A |